# Making
Making est un village de la région du Centre du Cameroun, situé dans la commune de Bot-Makak. 

## Population et développement
La population de Making était de 117 habitants lors du recensement de 2005. La population est constituée pour l’essentiel de Bassa.  